# Список дипломатических и консульских представительств в Албании
На этой странице перечислены дипломатические миссии расположенные в Албании. В настоящее время в столице Тиране находится 37 посольств и делегация Европейской Комиссии. Многие другие страны имеют послов, аккредитованных в Албании, большинство из них проживает в Афинах или в Риме.

## Посольства в Албании

### Посольства вТиране
| Государство           | Посольство                                         | Изображение | Дипломатические миссии страны                               |
| --------------------- | -------------------------------------------------- | ----------- | ----------------------------------------------------------- |
| Австрия               | Посольство Австрии в Албании                       |             | Список дипломатических миссий Австрии                       |
| Болгария              | Посольство Болгарии в Албании                      |             | Список дипломатических миссий Болгарии                      |
| Бразилия              | Посольство Бразилии в Албании                      |             | Список дипломатических миссий Бразилии                      |
| Ватикан               | Апостольская нунцитура в Албании                   |             | Список дипломатических миссий Ватикана                      |
| Великобритания        | Посольство Великобритании в Албании                |             | Список дипломатических миссий Великобритании                |
| Венгрия               | Посольство Венгрии в Албании                       |             | Список дипломатических миссий Венгрии                       |
| Германия              | Посольство Германии в Албании                      |             | Список дипломатических миссий Германии                      |
| Греция                | Посольство Греции в Албании                        |             | Список дипломатических миссий Греции                        |
| Дания                 | Посольство Дании в Албании                         |             | Список дипломатических миссий Дании                         |
| Европа                | Представительство Европейского Союза в Албании     |             | Список дипломатических миссий Европейского Союза            |
| Египет                | Посольство Египта в Албании                        |             | Список дипломатических миссий Египта                        |
| Израиль               | Посольство Израиля в Албании                       |             | Список дипломатических миссий Израиля                       |
| Иран                  | Посольство Ирана в Албании                         |             | Список дипломатических миссий Ирана                         |
| Испания               | Посольство Испании в Албании                       |             | Список дипломатических миссий Испании                       |
| Италия                | Посольство Италии в Албании                        |             | Список дипломатических миссий Италии                        |
| Катар                 | Посольство Катара в Албании                        |             | Список дипломатических миссий Катара                        |
| Китай                 | Посольство Китайской Народной Республики в Албании |             | Список дипломатических миссий Китайской Народной Республики |
| Ливия                 | Посольство Ливии в Албании                         |             | Список дипломатических миссий Ливии                         |
| Северная Македония    | Посольство Македонии в Албании                     |             | Список дипломатических миссий Республики Македонии          |
| Мальтийский орден     | Посольство Мальтийского ордена в Албании           |             | Список дипломатических миссий Мальтийского ордена           |
| Нидерланды            | Посольство Нидерландов в Албании                   |             | Список дипломатических миссий Нидерландов                   |
| Государство Палестина | Посольство Государства Палестина в Албании         |             | Список дипломатических миссий Государства Палестина         |
| Польша                | Посольство Польши в Албании                        |             | Список дипломатических миссий Польши                        |
| Косово                | Посольство Республики Косово в Албании             |             | Список дипломатических миссий Республики Косово             |
| Россия                | Посольство России в Албании                        |             | Список дипломатических миссий России                        |
| Румыния               | Посольство Румынии в Албании                       |             | Список дипломатических миссий Румынии                       |
| Саудовская Аравия     | Посольство Саудовской Аравии в Албании             |             | Список дипломатических миссий Саудовской Аравии             |
| Сербия                | Посольство Сербии в Албании                        |             | Список дипломатических миссий Сербии                        |
| Словакия              | Посольство Словакии в Албании                      |             | Список дипломатических миссий Словакии                      |
| Словения              | Посольство Словении в Албании                      |             | Список дипломатических миссий Словении                      |
| США                   | Посольство США в Албании                           |             | Список дипломатических миссий США                           |
| Турция                | Посольство Турции в Албании                        |             | Список дипломатических миссий Турции                        |
| Франция               | Посольство Франции в Албании                       |             | Список дипломатических миссий Франции                       |
| Хорватия              | Посольство Хорватии в Албании                      |             | Список дипломатических миссий Хорватии                      |
| Черногория            | Посольство Черногории в Албании                    |             | Список дипломатических миссий Черногории                    |
| Чехия                 | Посольство Чехии в Албании                         |             | Список дипломатических миссий Чехии                         |
| Швейцария             | Посольство Швейцарии в Албании                     |             | Список дипломатических миссий Швейцарии                     |
| Швеция                | Посольство Швеции в Албании                        |             | Список дипломатических миссий Швеции                        |

### Посольства в других странах, послы которых аккредитованы в Албании
62 посольства, аккредитованных в Албании, расположены в других странах:

#### ВРиме29 посольств
| - Ангола - Аргентина - Бангладеш - Беларусь - Буркина-Фасо - Йемен | - Канада - Колумбия - Латвия - Мадагаскар - Малайзия - Мали | - Марокко - Мексика - Нигерия - ОАЭ - Оман - Пакистан | - Панама - Португалия - Таиланд - Танзания - Чили - Филиппины | - Уругвай - Шри-Ланка - Эквадор - ЮАР - Япония |

#### ВАфинах12 посольств
| - Австралия - Азербайджан - Алжир | - Армения - Ирландия - Кипр | - Республика Корея - Литва - Сирия | - Тунис - Украина - Финляндия |

#### ВСофии6 посольств
| - Бельгия - Индонезия | - КНДР - Куба | - Кувейт - Молдова |

#### ВБелграде3 посольства
| - Гвинея | - Зимбабве | - Перу |

#### ВАнкаре2 посольства
| - Грузия | - Казахстан |

#### В других столицах 10 посольств
| - Бенин (Париж) - Босния и Герцеговина (Сараево) - Вьетнам (Будапешт) - Замбия (Москва) - Индия (Бухарест) - Исландия (Стокгольм) - Мальта (Ла-Валлетта) - Непал (Берлин) - Норвегия (Скопье) - Эстония (Таллин) |

## Генеральные консульства
В Албании находятся 4 генеральных консульства 2 стран мира.
- Влёра —  Италия
- Гирокастра —  Греция
- Корча —  Греция
- Шкодер —  Италия